# Schiller-jégmadár
A Schiller-jégmadár (Alcedo quadribrachys) a madarak osztályának szalakótaalakúak (Coraciiformes)  rendjébe és a jégmadárfélék (Alcedinidae) családjába tartozó faj.

## Rendszerezése
A fajt Charles Lucien Jules Laurent Bonaparte francia természettudós írta le 1850-ben.

## Alfajai
- Alcedo quadribrachys guentheri Sharpe, 1892
- Alcedo quadribrachys quadribrachys Bonaparte, 1850[2]

## Előfordulása
Afrikában, a Szahara alatti részén, Angola, Benin, Burkina Faso, Burundi, Kamerun, a Közép-afrikai Köztársaság, a Kongói Köztársaság, a Kongói Demokratikus Köztársaság, Elefántcsontpart, Egyenlítői-Guinea, Gabon, Gambia, Ghána, Guinea, Bissau-Guinea, Kenya, Libéria, Mali, Nigéria, Ruanda, Szenegál, Sierra Leone, Szudán, Togo, Uganda és Zambia területén honos. 
Természetes élőhelyei a szubtrópusi és trópusi síkvidéki esőerdők,  mangroveerdők, száraz szavannák, lagúnák, tengerpartok, nádasok, papirusz mocsarak, patakok, folyók és tavak környéke.

## Megjelenése
Testhossza 16 centiméter, testtömege 32–40 gramm.
|  |

## Életmódja
Főleg kisebb halakkal táplálkozik, de vízi rovarok lárváit és kis rákokat is fogyaszt.

## Természetvédelmi helyzete
Az elterjedési területe rendkívül nagy, egyedszáma pedig stabil. A Természetvédelmi Világszövetség Vörös listáján nem fenyegetett fajként szerepel.